# 背叛真理的人们
《背叛真理的人们：科学殿堂中的弄虚作假》（英語：Betrayers of the Truth: Fraud and Deceit in the Halls of Science），作者是威廉·布罗德和尼古拉斯·韦德。内容是对一些广泛持有的关于科学本质和科学过程的信念的批评。1982年首次出版。

## 内容
作者认为，传统观点认为科学是一个严格的逻辑过程，客观性是科学家态度的本质，错误通过严格的同行审查和实验复制得到迅速纠正，这是一种神话般的理想。作者提供了一系列与科学研究相关的案例，从操纵结果到全面伪造整个实验。

## 出版
《背叛真理的人们：科学殿堂中的弄虚作假》1982年由西蒙与舒斯特在纽约出版，随后（1983年）伦敦的世纪出版社出版，1985年由牛津大学出版社出版，标题简化为《背叛真理的人们：科学中的弄虚作假》（Betrayers of the Truth: Fraud and Deceit in Science）。
1980年代中期由科学出版社出版中文版，2004年上海科技教育出版社出版修订版，由朱进宁、方玉珍翻译。